# Cubas de la Sagra
Cubas de la Sagra és un municipi de la Comunitat Autònoma de Madrid, dins la Comarca Sur. És fronterer amb la província de Toledo i forma també part de la comarca natural de La Sagra.  Té una superfície de 12,82 km².

## Demografia
| 1991 | 1996 | 2001 | 2004 |
| ---- | ---- | ---- | ---- |
| 976  | 3849 | 1793 | 2637 |